# محمد علي رشوان
محمد علي رشوان (16 يناير 1956) لاعب جودو مصري بارز بين 1975 - 1992. في دورة الألعاب الأولمبية الصيفية 1984 حصل على الميدالية الفضية.

## بداياته
ولد محمد على رشوان بالإسكندرية في مصر، وكانت أول رياضة يمارسها هي كرة السلة، وكانت الصدفة هي التي قادته للعبة الجودو عندما شاهد صديقا له يمارسها فجذبته هذه الرياضة ليبدأ التدريب في نادى الشبان المسيحيين وهو في سن السادسة عشر تحت رعاية مدربه الكابتن عبد المنعم الوحش ليحصل على بطولة الأسكندرية تحت سن الثامنة عشر بعد 6 أشهر فقط من بدأه التدريب.
في العام 1975م سافر رشوان إلى تشيكوسلوفاكيا للأشتراك في البطولة الدولية المقامة بها وكانت هذه أول بطولة يشترك فيها رشوان خارج مصر، كما سافر في نفس العام إلى إسبانيا للأشتراك في البطولة المقامة بها.

## انجازاته
حصل محمد رشوان على العديد من الميداليات العالمية، ففى العام 1980م فاز بالميدالية البرونزية في بطولة العالم العسكرية والتي أقيمت في كولورادو، وحاز على نفس الميدالية في البطولة الثانية التي أقيمت بالبرازيل، في العام 1982م فاز رشوان بذهبيتى إفريقيا في وزن الثقيل والمفتوح واحتفظ بهما أيضًا في البطولة التالية عام 1983م.
كما أحرز رشوان الميدالية الفضية في وزن فوق 95 كجم في الجودو في دورة ألعاب البحر المتوسط الحادية عشرة التي أقيمت في أثينا، ويبلغ رصيده من الميداليات واحداً وثلاثين ميدالية، من بينها ثلاث عشرة ميدالية ذهبية حصل عليها في بطولات العالم المفتوحة.

## درس في الأخلاق الرياضية
دخل محمد رشوان تاريخ رياضة الجودو مرتين، مرة بخلقه الرياضي الرفيع ومرة بمستواه العالمي كبطل معروف في الدورات الأولمبية منذ أحرز الميدالية الفضية في أولمبياد لوس أنجلوس عام 1984 م، عندما تعمد الخسارة أمام الياباني «ياسوهيرو ياماشيتا» بطل العالم الذي كان مصاباً في المباراة النهائية لهذه البطولة ورفض أن يستغل إصابته وفضل أن يخسر الذهبية بشرف عن أن يفوز بالمركز الأول بالخسة لينال احترام وتقدير العالم وتشيد بموقفه النبيل جميع وسائل الأعلام

## تكريم اليونسكو
أصدرت منظمة اليونسكو في يوم المباراة بيانا أشادت فيه بموقف اللاعب محمد رشوان ومنحته ميدالية الروح الرياضية من منظمة اليونسكو والتي تعتبر روح الألعاب الأولمبية قبل أي نتائج، كما منح جائزة اللعب النظيف عام 1985م، وجائزة أحسن خلق رياضي في العالم من اللجنة الأوليمبية الدولية للعدل والتي توجد بفرنسا، كما كرم في مصر وقلده الرئيس محمد حسنى مبارك أرفع الأوسمة، وكان لرشوان تكريما أخر ولكن في اليابان التي استقبلته بها الجماهير اليابانية بكل احترام تقدير لموقفه النبيل، وقد بادل رشوان الشعب اليابانى الحب والأحترام وتزوج من إحدى بنات اليابان بعد أن أشهرت إسلامها وأنجب منها ثلاثة أبناء.
كما نال أيضا جائزة «بيار دي كوبرتان» باعث الألعاب الأولمبية الحديثة الدولية لعام 1984 م، وحصل على شهادة امتياز خاصة لأحسن خلق رياضي لعام 1984 م. وجاء ضمن أفضل ستة لاعبين في العالم عام 1984 م. واختارته مجلة «الإيكيب» الرياضية الفرنسية كثاني أحسن رياضي في العالم في الخلق الرياضي.
أعتزل رشوان اللعبة في العام 1992م ليكون بعدها حكما دوليا في اللعبة، وعضوا في اللجنة الفنية لاتحاد الجودو، ومشرفا على اللعبة بنادي المقاولون العرب

## روابط خارجية
- محمد علي رشوان على موقع الفيدرالية الدولية للجودو (الإنجليزية)
- محمد علي رشوان على موقع JudoInside.com (الإنجليزية)
- محمد علي رشوان على موقع AllJudo.net (الفرنسية)
- محمد علي رشوان على موقع اللجنة الأولمبية الدولية (الإنجليزية)
- محمد علي رشوان على موقع أوليمبيديا (الإنجليزية)